# Las luminarias
Las luminarias es una novela de 2013 de Eleanor Catton. Ambientada en la Isla Sur de Nueva Zelanda en 1866, la novela sigue a Walter Moody, un buscador de oro que viaja al asentamiento de Hokitika en la región de West Coast para hacer fortuna en los yacimientos de oro. Se topa con una tensa reunión entre doce hombres locales y se ve envuelto en un complejo misterio que involucra una serie de crímenes sin resolver. La compleja estructura de la novela se basa en el sistema de la astrología occidental, con cada uno de los doce hombres locales representando uno de los doce signos del zodíaco, y con otro conjunto de personajes que representan planetas en el sistema solar.
La novela ha ganado muchos premios y distinciones, incluido el Premio Booker 2013. Se adaptó a la miniserie de BBC / TVNZ en 2020. En 2022, se incluyó en la lista "Big Jubilee Read" de 70 libros de autores de la Commonwealth, seleccionados para celebrar el Jubileo de Platino de Isabel II .

## Trama
La historia comienza con uno de los protagonistas del libro, Walter Moody, que llega a la sala de fumadores del Crown Hotel después de haberse visto confrontado con una imagen horrible en su barco a Hokitika. En la sala conoce a los doce hombres que se convierten en los otros protagonistas del libro: Te Rau Tauwhare (un buscador de piedras verdes maorí), Charlie Frost (banquero), Edgar Clinch (hotelero), Benjamin Lowenthal (periodista), Cowell Devlin ( un capellán), Sook Yongsheng (un sombrerero), Aubert Gascoigne (un secretario de justicia), Joseph Pritchard (un químico), Thomas Balfour (un agente marítimo), Harald Nilssen (un comisionista), Quee Long (un orfebre) y Dick Mannering (un magnate de los yacimientos de oro).
Los doce hombres informan a Walter Moody sobre los misteriosos eventos que han sucedido desde sus diferentes perspectivas. Unas dos semanas antes, Crosbie Wells, un ermitaño poco conocido, fue encontrado muerto en su cabaña por un político llamado Alistair Lauderback cuando se dirigía a la ciudad. La muerte de Wells fue aparentemente pacífica, pero tras la inspección, se descubre que en su cabaña tenía varios miles de libras de oro escondidas, así como una escritura sin firmar (en la que Wells fue testigo) que sugería que Emery Staines, un joven rico y simpático, debía pagar 2.000 libras esterlinas a Anna Wetherell, una prostituta conocida por frecuentar las zonas del barrio chino de Hokitika. La misma noche en que se encontró el cuerpo de Wells, el propio Staines desapareció y se encontró a Wetherell inconsciente tirada en el camino, aparentemente por un intento de suicidio. Ella y Gascoigne descubrieron al día siguiente que una persona desconocida había cosido oro por valor de cientos de libras en el forro de su vestido.
El consejo se ha reunido para discutir estos eventos y los subsiguientes, y el hombre que parece estar en el centro de todos estos hechos es Francis Carver, una persona violenta y llena de cicatrices que capitaneó el Godspeed, el barco en el que Moody llegó a Hokitika, y que, nueve meses antes en Dunedin, había estafado a Lauderback con ese mismo barco usando el nombre falso de Francis Crosbie Wells. Carver había chantajeado a Lauderback escondiendo una fortuna en oro dentro de un envío de cinco vestidos a nombre de Lauderback, si Lauderback se negaba a darle el barco a Carver, Carver haría que arrestaran y encarcelaran a Lauderback por contrabando de oro no declarado. Sin embargo, la caja de envío desapareció y llegó a tierra, lo que obligó a Carver a llegar a Hokitika en busca de la fortuna. Anna, sin concer los pormenores, compró los vestidos a su llegada a Hokitika, y una de sus clientas, Quee, descubrió el oro en cuatro de ellos, lo quitó en secreto y lo reemplazó con pesas de plomo mientras dormía. Sin embargo, debido a que Anna nunca usó el quinto vestido mientras ejercía la prostitución, el oro permaneció en el. Luego fundió el oro y lo envió al banco, solo para descubrir que había sido robado por Staines.
Después de escuchar y considerar las historias de los otros doce hombres, Moody les cuenta su propia historia: cree que vio el fantasma de Emery Staines en el Godspeed . Mientras les cuenta su historia, el consejo es interrumpido por uno de los sirvientes de Dick Mannering que les dice que el barco se ha hundido frente a la costa.
Tres semanas después, los restos del Godspeed son, en parte, rescatados. Moody recibe por error el baúl de Alistair Lauderback, en el que encuentra cartas que revelan que Crosbie era el medio hermano de Lauderback, un bastardo nacido de una madre prostituta. Crosbie había viajado originalmente a Nueva Zelanda en busca de su padre y había intentado comunicarse con Lauderback durante años sin obtener respuesta. En las cartas revela que amasó una enorme fortuna en los yacimientos de oro, solo para que la le fuera posteriormente robada en circunstancias que se niega a divulgar.
Lydia Wells, la viuda de Crosbie Wells y amante de Carver, anuncia que planea realizar una sesión de espiritismo para contactar al fantasma de Emery Staines. Como asistente, contrata a Wetherell, quien recientemente abandonó la prostitución después de haber pagado su deuda con Edgar Clinch. Lydia afirma haberse hecho amiga de Wetherell cuando llegó por primera vez a Dunedin, pero la mantiene bajo estricta vigilancia y no la deja salir sin supervisión. Sook Yongsheng, traficante de opio y amigo de Wetherell, va a visitarla y reconoce a Lydia como la amante de Carver. Sook había jurado vengarse de Carver años antes por asesinar a su padre, y no descansará hasta que Carver esté muerto. Lydia insiste en que Sook asista a la sesión de espiritismo, donde en lugar de comunicarse con Staines, habla cantonés y repite la promesa de Sook  muchos años antes de matar a Carver. Después de la sesión, Sook va al hotel de Carver para intentar asesinarlo. Sin embargo, antes de que pueda ejecutar su venganza, George Shepard, el carcelero, le dispara en un acto de venganza por su hermano, que Shepard cree que fue asesinado por Sook.
Esa misma noche, Emery Staines aparece gravemente herido en la cabaña de Crosbie Wells. Te Rau Tauwhare lo lleva de regreso a la ciudad para recibir atención médica, donde se reencuentra con Anna Wetherell, quien también ha sufrido algún tipo de lesión. Es evidente que los dos se han enamorado. Después de recuperarse, Staines y Wetherell son acusados de varios delitos y Moody accede a actuar como su abogado. El juicio revela los hechos detrás de los crímenes: entre otras cosas, que Carver y Lydia conspiraron juntos para robar el oro de Crosbie Wells, que Carver compró el Godspeed chantajeando a Lauderback y que Carver mató a Wells drogándolo con láudano. Una vez que finaliza el juicio, Staines es sentenciado a nueve meses de trabajos forzados y Wetherell es absuelta. Carver es llevado a prisión pero en el camino lo encuentran asesinado. Se da a entender que el asesinato fue cometido por Te Rau Tauwhare, usando un patu de piedra verde, como venganza por su viejo amigo Crosbie Wells. Walter Moody finalmente deja Hokitika para comenzar a buscar oro.

## Astrología
Mientras planeaba la novela, Catton descubrió que había habido una triple conjunción en Sagitario en el momento en que se desarrollaba la novela.
"A medida que lo rastreaba durante el año, pude ver que ciertos planetas se seguían entre sí y me puso a pensar en cómo podría poner eso en una historia. Mercurio, que es un planeta que rige la razón, seguía justo detrás de todos los demás jugadores de la acción. Así que podría construir esta narrativa de que la persona que está tratando de desentrañar los misterios está un paso por detrás de todo".
Catton usó mapas estelares de Sky and Telescope y el programa Stellarium para reconstruir el cielo nocturno durante el marco de tiempo de la novela. Hasta ese momento, solo tenía una comprensión rudimentaria de la astrología, pero en el transcurso de la escritura de Las luminarias confesó haber estado "ligeramente obsesionada".
"Me gusta pensar que el zodíaco tiene mucho en común con el panteón griego: menos algo en lo que creer y más un depósito de conocimiento cultural e historia que es arquetípico, mítico y sensible al estudio detallado..." 
Cada uno de los doce hombres que componen el consejo en el primer capítulo del libro es un personaje "estelar", asociado con uno de los doce signos del zodíaco. El título de cada capítulo en el que uno de estos hombres desempeña un papel relevante lleva invariablemente el signo de ese hombre. Estos títulos también reflejan la posición de los planetas o estrellas en las fechas citadas.
- Te Rau Tauwhare (un cazador de piedra verde): Aries
- Charlie Frost (un banquero): Tauro
- Benjamin Lowenthal (un periodista): Géminis
- Edgar Clinch (hotelero): Cáncer
- Dick Mannering (un magnate de los yacimientos de oro): Leo
- Quee Long (un orfebre): Virgo
- Harald Nilssen (un comisionista): Libra
- Joseph Pritchard (químico): Escorpio
- Thomas Balfour (un agente marítimo): Sagitario
- Aubert Gascoigne (empleado de justicia): Capricornio
- Sook Yongsheng (un sombrerero, un eufemismo para alguien que cava solo): Acuario
- Cowell Devlin (un capellán): Piscis

Otro grupo de personajes son "planetarios", asociados con los cuerpos celestes dentro del sistema solar.
- Walter Moody: Mercurio
- Lydia (Wells) Carver, de soltera Greenway: Venus
- Francis Carver: Marte
- Alistair Lauderback: Júpiter
- George Shepard: Saturno
- Anna Wetherell: El sol /La luna
- Emery Staines: la luna/el sol

Todos estos personajes están fundamentados en el hombre asesinado, en torno al cual gira la trama:
- Crosbie Wells: Tierra firme

Las características convencionales asociadas con cada signo sirven como una armazón sobre la cual Catton se explaya para crear sus personajes. Te Rau Tauwhare es el único nombre de la lista basado en una persona real, todos los demás son ficticios.
La novela está dividida en doce secciones, cada una más corta que la anterior, para imitar la luna menguante a través de su ciclo. Catton ha descrito esto como "como una rueda, una gran voltereta, chirriante al principio y girando cada vez más rápido a medida que avanza".

## Antecedentes
A los 14 años, Catton y su padre hicieron un viaje en tándem desde su casa en Christchurch a través del Paso de Arthur hasta la costa oeste. Esto inspiró su interés en la fiebre del oro de la costa oeste de la década de 1860 y comenzó a pensar en una historia. Pasó un tiempo en Hokitika mientras escribía el libro muchos años después. También se inspiró en su amor por los misterios de aventuras para niños y adultos jóvenes, y después de escribir su primera novela <i id="mwmA">The Rehearsal</i>, que no tenía un escenario específico, quiso escribir un libro que estuviera "firmemente ubicado en el tiempo y el espacio". Las Luminarias hace uso de numerosos escenarios de la vida real en Hokitika de 1866, incluida la oficina de West Coast Times, las calles Revell y Wharf, y el antiguo palacio de justicia en Sewell Street. Después de la publicación de la obra, la ciudad ofreció recorridos a pie de Las Luminarias y el Museo de Hokitika publicó un libro de fotos históricas subtituladas con pasajes de la novela.
Leer e investigar para libro tomó dos años. Catton dijo sobre el proceso: "Empecé a leer, comenzando con la historia de la fiebre del oro, que me llevó a la naturaleza de la riqueza, que me llevó a trucos y estafas, que me llevó a la adivinación, que me llevó a las estrellas." También leyó mucha ficción del siglo XIX y novelas policíacas. Hacia el final de su investigación, leyó El castillo de los destinos cruzados de Italo Calvino y descubrió que el patrón estructural del libro dificultaba la lectura, y decidió que quería escribir un libro que fuera "estructuralmente ornamentado y tramado activamente al mismo tiempo". La mayor parte del libro fue escrito en Christchurch mientras Catton era la escritora residente Ursula Bethell (Ursula Bethell Writer) en la Universidad de Canterbury. Dijo más tarde al respecto: "No sé cómo habría sido el libro sin esa residencia. Esta idea del tiempo no estructurado, no hay nada como eso".
Catton regresó a Hokitika en marzo de 2014 y dio una sesión de preguntas y respuestas en el Regent Theatre con su editor británico, Max Porter, frente a una multitud que agotó las entradas. Reveló que había utilizado el sitio web Papers Past de la Biblioteca Nacional de Nueva Zelanda para encontrar nombres adecuados para sus personajes. Por ejemplo, para el personaje de Thomas Balfour, parece que Catton adoptó el apellido del ingeniero marino James Balfour, quien evaluó la posibilidad de un puerto en Hokitika durante la fiebre del oro. El capitán del barco, James Raxworthy, recibió su nombre de Raxworthy Panelbeaters en Christchurch, un negocio por el que Catton pasaba en bicicleta todos los días de camino a la Universidad de Canterbury. Eligió el apellido de Te Rau Tauwhare en función de su significado "Casa de los años", que reflejaba los temas astrológicos del libro.

## Recepción
El libro recibió elogios de la crítica y The Observer lo describió como "una hazaña deslumbrante de una novela". 
Bill Roorbach escribió en The New York Times que Las Luminarias fue "muy divertido, como hacer un crucigrama con el tema de Charlotte Brontë mientras jugaba ajedrez y Dance Dance Revolution en un rola bola ". El juez del Premio Booker, Stuart Kelly, dijo que el libro "se parecía más a Twin Peaks kiwi [neozelandés] que a cualquier tipo de novela que haya leído antes". Julian Novitz, escribiendo en Sydney Review of Books, comentó que la novela "no solo está ambientada en el siglo XIX; parece ser del siglo XIX, o lo más cercano posible", comparando su alcance, longitud y estilo. a la de una novela victoriana. Concluyó que la novela "se puede apreciar en muchos niveles diferentes, pero ... se construye en un todo consistente y armonioso".
Por el contrario, el erudito y poeta neozelandés C. K. Stead escribió una reseña crítica para el Financial Times, donde elogió el "detalle excepcional y la verosimilitud" de la novela, pero sugirió que la historia era "descaradamente increíble" y concluyó que "no me permite olvidar, ni por un momento, que esto es ficción: la novela como juego, tocada brillantemente, pero con tanta largura no pude superar del todo esa impaciencia". Michael Morrissey fue más allá en una reseña que Ross Brighton describió más tarde como un "encogimiento de hombros sarcástico y burlón" sin "mucho contenido crítico real". Catton dijo más tarde que había visto una diferencia en la forma en que su libro fue recibido en Nueva Zelanda en comparación con el Reino Unido: "Creo que todas las críticas que he recibido que han sido reseñas de gran perfil de los neozelandeses han sido muy frías, y la las críticas que he recibido del Reino Unido hasta ahora han sido muy cálidas. Incluso cuando los críticos estén hablando de lo que no les gusta del libro, dirán, 'todavía hay algo emocionante pasando aquí', mientras que siento que los de Nueva Zelanda han estado más preocupados por devaluar el libro". En una entrevista con The Guardian, Catton dijo que el libro fue objeto de una recepción de "intimidación" por parte de críticos masculinos mayores en Nueva Zelanda.
En agosto de 2014, un año después de la publicación del libro, Las Luminarias había vendido 560 000 copias impresas y digitales, de las cuales 120 000 se vendieron en Nueva Zelanda (la mayoría de la ficción de Nueva Zelanda vende entre 1000 y 2000 copias). Las Luminarias fue el libro más vendido en la lista de ficción para adultos de Nueva Zelanda durante todo el año y los derechos de traducción se vendieron en 26 idiomas. Para ser elegible para el Premio Booker, el libro necesitaba un editor en inglés del Reino Unido: se convirtió en el libro más vendido en la historia de Granta .

## Premios y honores
Las Luminarias ganó el Premio Booker 2013. Fue el libro más largo (832 páginas) y Catton la autora más joven (28) en ganarlo. Robert Macfarlane, presidente de los jueces de Booker, dijo sobre el libro: "Es un trabajo deslumbrante. Es una obra luminosa. Es vasto sin desmadejarse."  Catton venció en la competencia a autores más establecidos como Colm Tóibín y Ruth Ozeki, y fue la segunda neozelandesa en ganarlo después de Keri Hulme por El mar alrededor en 1985, el año del nacimiento de Catton.
The Luminaries fue citado en ' "Mejor ficción de 2013" de The Wall Street Journal, ' 15 mejores obras de ficción de 2013 de The Christian Science Monitor y los "Libros del año" de la revista The Economist (2013). Ganó el premio del Gobernador general de ficción en inglés en Canadá, fue preseleccionada para el Premio Walter Scott (2014), fue preseleccionada para el Baileys Women's Prize for Fiction (2014), y fue preseleccionada para el Premio Literario Internacional de Dublín (2015). En los New Zealand Post Book Awards de 2014, recibió el primer premio de ficción y el People's Choice Award.

## Adaptación
The Luminaries fue adaptada a una miniserie de televisión de seis partes por Working Title Television y Southern Light Films para BBC Two en asociación con Television New Zealand (TVNZ), Fremantle y Silver Reel. La serie fue producida por Lisa Chatfield y dirigida por Claire McCarthy. La producción fue financiada por la Comisión de Cine de Nueva Zelanda . Se estrenó en TVNZ 1 el 17 de mayo de 2020 y también estuvo disponible en el servicio de transmisión TVNZ On Demand de TVNZ. La serie se emitió por primera vez en BBC One en el Reino Unido el 21 de junio de 2020, y en Starz en los Estados Unidos el 14 de febrero de 2021.
Catton fue la guionista de la serie y cambió el enfoque para convertir a Anna Wetherell, un personaje secundario del libro, en la protagonista. También se desempeñó como showrunner con el director McCarthy durante el rodaje.